# 公立七戸病院
公立七戸病院（こうりつしちのへびょういん、Shichinohe Public Hospital）は、青森県上北郡七戸町に所在する公立病院。

## 診療科
- 内科
- 小児科
- 耳鼻咽喉科
- 眼科
- 皮膚科
- 外科
- 整形外科
- 脳神経外科
- リハビリテーション科
- 総合診療科